# ケネス・マッケンジー (初代シーフォース伯爵)

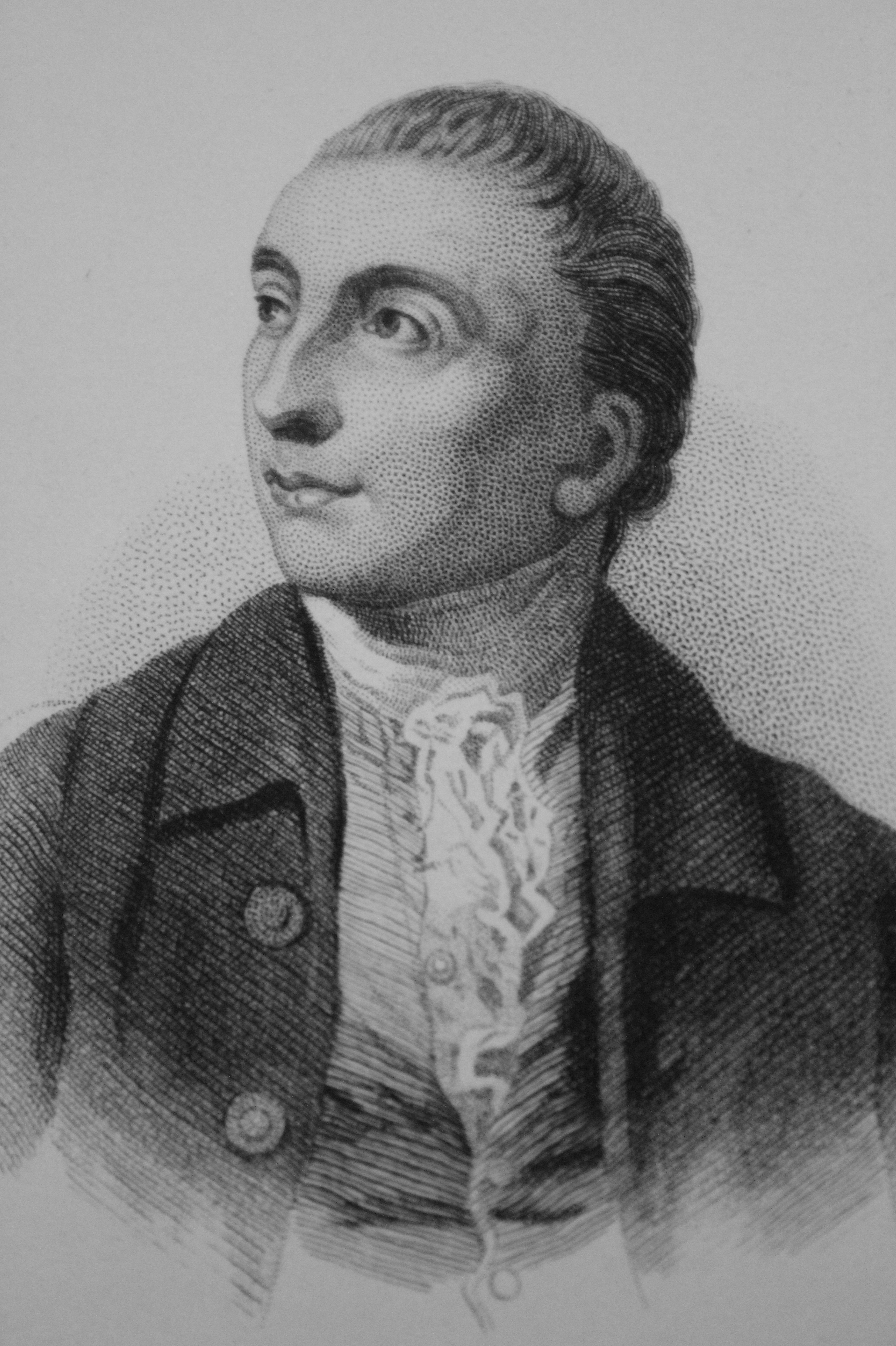
初代シーフォース伯爵

初代シーフォース伯爵ケネス・マッケンジー（英語: Kenneth Mackenzie, 1st Earl of Seaforth FRS、1744年1月15日 – 1781年8月27日）は、グレートブリテン王国の政治家、アイルランド貴族。1768年から1774年まで庶民院議員を務めた。

## 生涯
フォートローズ卿ケネス・マッケンジー（1718年ごろ – 1761年10月18日、第5代シーフォース伯爵ウィリアム・マッケンジーの長男）と妻メアリー（Mary、旧姓ステュアート（Stewart）、1751年4月10日没、第6代ギャロウェイ伯爵アレクサンダー・ステュアートの娘）の息子として、1744年1月15日にエディンバラで生まれ、29日に洗礼を受けた。1761年10月18日に父が死去すると、その遺産を継承した。青年期を大陸ヨーロッパで過ごし、1764年にはブラウンシュヴァイクに滞在したが、その直後に帰国した。1766年11月18日、アイルランド貴族であるウィックロー県におけるフォートローズ子爵とアーデルヴ男爵に叙された。
マッケンジー氏族の氏族長だったが、スコットランドの事務はほとんど顧みず、氏族はスコットランド王璽尚書ジェームズ・ステュアート＝マッケンジーを実質的な氏族長とした。マッケンジーはロスシャー選挙区で影響力を有したが、ロスシャー選挙区で立候補したステュアート＝マッケンジーに反対せず、ステュアート＝マッケンジーは1780年に引退するまで再選を繰り返した。
1768年イギリス総選挙でケイスネス選挙区から出馬して当選したが、マッケンジーはケイスネスで不動産を所有しておらず、あくまでも政府の支持者としての当選だった。議会で演説した記録はなく、会議への出席率も悪かったが、1771年に第3代グラフトン公爵オーガスタス・フィッツロイ（妻の母の兄の息子にあたる）が入閣すると、同年12月3日に同じくアイルランド貴族であるシーフォース伯爵に叙された。1774年イギリス総選挙ではロスシャー、テイン・バラ選挙区、インヴァネスシャー選挙区での出馬が検討されたが、最終的にはステュアート＝マッケンジーの対立候補として出馬することを辞退、議員を退任した。1779年には債務が重なったため、領地を祖父の弟の孫にあたるトマス・フレデリック・マッケンジー・ハンバーストンに売却した。
1777年12月に第78ハイランダーズ連隊を招集して、その指揮官に就任、1781年6月には連隊とともに東インドに渡ったが、その道中の1781年8月27日に死去した。後継者がおらず、爵位はすべて廃絶した。連隊隊長の職はトマス・フレデリック・マッケンジー・ハンバーストンが就任した。

## 人物
おしゃれな人物である一方、豪奢で放蕩だったとされる。
1772年11月12日、王立協会フェローに選出された。

## 家族
1765年10月7日、ロンドンでキャロライン・スタンホープ（Caroline Stanhope、1747年3月11日 – 1767年2月9日、第2代ハリントン伯爵ウィリアム・スタンホープの長女）と結婚、1女をもうけた。
- キャロライン（1766年7月7日 ロンドン – 1847年） - ルイ・ピエール・ミルコロンブ・ドラモンド・ド・メルフォール（英語版）（1833年没、メルフォール伯爵ルイ・ドラモンド（フランス語版）の息子[10]）と結婚[1]

1774年7月に愛人ハリエット・ポウェル（Harriet Powell、旧姓ラム（Lamb）、1779年12月11日没）とともに国外に行き、後に秘密結婚した。